# 拉贝加 (奥伦塞省)
拉贝加（西班牙語：La Vega），是西班牙加利西亚自治区奥伦塞省的一个市镇。总面积291平方公里，总人口1367人（2001年），人口密度5人/平方公里。